# Ը
Das Ẹt̕ (Ը und ը) ist der achte Buchstabe des armenischen Alphabets. Der Buchstabe stellt den Laut [⁠ə⁠] dar und wird im Deutschen mit dem Buchstaben E transkribiert.
Es ist dem Zahlenwert 8 zugeordnet. 

## Zeichenkodierung
Das Ẹt̕ ist in Unicode an den Codepunkten U+0538 (Großbuchstabe) bzw. U+0568 (Kleinbuchstabe) zu finden.